# Alfred Haberl
Alfred Haberl (Rottenmann, 22 settembre 1921 – Liezen, 13 novembre 2006) è stato un politico austriaco.
Dal 1953 al 1979 (ovverosia dalla settima alla quattordicesima legislatura) ha rappresentato il suo partito, il Partito Socialdemocratico d'Austria, al Nationalrat.
Nato a Rottenmann, si era trasferito con la famiglia a Liezen nel 1959, e qui visse fino alla morte.